# 馬惠
馬惠（1752年—1813年），字秋水，一字天石，號夢橋。安徽祁門人。
乾隆十七年（1752年）八月十日出生。乾隆六十年舉人，補海州訓導。與同邑吳書升友好。嘉庆十七年十二月三日卒。著有《小草山房詩鈔》。